# Убанс, Конрад
Ко́нрад У́банс (латыш. Konrāds Ubāns; 31 декабря 1893 — 30 августа 1981) — латвийский художник. Народный художник Латвийской ССР. Лауреат Государственной премии Латвийской ССР.

## Биография
Родился 31 декабря 1893 года в Риге в семье железнодорожника.
Учился в Рижском коммерческом училище (1902—1910), Одесском художественном училище (1910), Рижском городском художественном училище (1911—1914), Пензенском художественном училище (1914—1916).
В годы Первой мировой войны служил во 2-й латышской стрелковой бригаде. После войны вернулся в Латвию.
Работал помощником директора тогдашнего Латвийского музея зарубежного искусства (1920—1925), преподавателем на кафедре живописи Латвийской академии художеств (1925—1950 и с 1956), профессор (1944). Также некоторое время был преподавателем Рижской народной высшей школы (1928—1931).
Среди учеников: З.И.Филиппов (1923—2012) и другие.
Был членом Рижской группы художников (1919—1939), Общества художников острова Мукусала (1933), Союза художников Латвии (с 1944). Заслуженный деятель искусств Латвийской ССР (1945), Народный художник Латвийской ССР (1959), кавалер латвийского ордена Трёх Звезд IV степени (1938) и советского ордена Трудового Красного Знамени (1967). Лауреат премии Латвийского культурного фонда (1936) и Государственной премии Латвийской ССР (1958).
Умер 30 августа 1981 года в Риге, похоронен на рижском Лесном кладбище.
О жизненном пути художника в 1995 году режиссёром Лайлой Пакалниней был снят документальный фильм «Убанс».

## Творчество
Принимал участие в выставках с 1911 года. Участвовал в выставках Объединения независимых художников, общества художников «Садарбс» и группы «Зелёная ворона».
Персональные выставки проходили в Риге, Цесисе, Руйиене, Лиепае, Кокнесе. Памятные выставки — в Доле, Мадоне, Лиепае, Портленде (США).
На раннем этапе испытал влияние на свои работы импрессионизма («Двор», 1911), постимпрессионизма («Автопортрет», 1912), символизма («Студия. Женщина под деревом», около 1913) и кубизма («Фигура», 1918—1919).
В дальнейшем выработал свой индивидуальный стиль, был признанным мастером пейзажа. Наиболее известные работы: «Персес», «Улица Ирбенес» (1932), «Последний снег» (1932), «Улочка в Лиепае» (1942), «Река в Персес» (1952), «Зима в Пардаугаве» (1962), «Даугава» (1967).
В постоянной экспозиции Латвийского национального художественного музея находится картина К. Убанса «Улица Яунмоку» (1938).